# Bonac-Irazein
 Bonac-Irazein  là một xã ở tỉnh Ariège, thuộc vùng Occitanie ở phía tây nam nước Pháp.